# Álvaro Cardoso Gomes
Álvaro Cardoso Gomes (Batatais, 28 de março de 1944) é um crítico literário, ensaísta, romancista e poeta brasileiro.
É formado em Letras pela USP, onde se tornou professor titular de Literatura Portuguesa. Especializou-se na literatura do final do século e em poesia e romance contemporâneo. Lecionou as cadeiras de Literatura Brasileira na Universidade da Califórnia em Berkeley e no Middlebury College e fez várias pesquisas em Portugal e nos Estados Unidos.[carece de fontes?]
Suas obras A hora do amor, Para tão longo amor, O diário de Lúcia Helena e outras têm como cenário a cidade de Americana, onde passou a adolescência. Atualmente (2018) mora em São Sebastião (São Paulo).[carece de fontes?]
É autor de diversos livros juvenis, além de livros de poesia, de contos, romances para adultos (entre eles O sonho da terra, que recebeu o Prêmio Bienal Nestlé) e obras acadêmicas.[carece de fontes?] É também crítico literário e leciona atualmente no programa de pós-graduação da Universidade São Marcos, onde foi pró-reitor de graduação (2001-2003).[carece de fontes?]

## Ligações Externas
- «Entrevista com Álvaro Cardoso Gomes»
- «Autores: Editora Ática»
- «Autores: Globo Livros»